# Кабрера Инфанте, Гильермо
Гилье́рмо Кабре́ра Инфа́нте (исп. Guillermo Cabrera Infante; 22 апреля 1929, Хибара, провинция Ольгин, Куба — 21 февраля 2005, Лондон) — кубинский прозаик, журналист, эссеист, сценарист и кинорежиссёр

.

## Биография
Гильермо Кабрера Инфанте родился 22 апреля 1929 года на Кубе в бедной семье. Родители были активными коммунистами, основоположниками местной компартии. Изначально собирался стать медиком, затем изучал журналистику в Гаванском университете.
В 1951 году вместе с испанским кинооператором Нестором Альмендросом, жившим с 1948 года на Кубе, и режиссёром Томасом Гутьерресом Алеа основал Гаванскую синематеку, был её первым руководителем (до 1956).
Первый же рассказ Кабреры Инфанте был в 1952 году запрещён цензурой Батисты, автор подвергся внесудебным преследованиям, в дальнейшем печатался под псевдонимом Гильермо Каин в журнале Carteles, который впоследствии возглавил, и подвергался аресту во время диктатуры Батисты.
После победы революционных сил (1959) — директор Национального совета по культуре, главный редактор газеты «Революция» (Revolución) и её популярного литературного приложения «Революция по понедельникам» (Lunes de Revolución). Тем не менее, короткометражный фильм Кабреры Инфанте был в 1961 году запрещён, он стал объектом резкой партийной критики в массмедиа, литературное приложение закрыли. В 1962 году Инфанте был назначен атташе по культуре посольства Кубы в Брюсселе.
По возвращении в Гавану в 1965 году на похороны матери был на четыре месяца арестован, затем эмигрировал в Испанию (Мадрид, Барселона), с 1966 года жил в Лондоне. C 1979 года — британский подданный. Преподавал в ряде американских университетов. Резко критиковал Фиделя Кастро и его режим, выступал в поддержку кубинских диссидентов, никогда больше не возвращался на родину.
В 1984 году Инфанте появился в документальном фильме Нестора Альмендроса «Плохое поведение», снятом о режиме Фиделя Кастро.
В последние годы жизни перенёс несколько тяжелых операций. Умер от септицемии, на Кубе о его смерти сообщено не было.
Архив Кабреры Инфанте находится в библиотеке Принстонского университета.

## Творчество
Автор гротескных по обстановке действия, джазовых по композиции и ритмике, экспериментальных по жаргонному языку романов из обихода маргинальных групп и ночной жизни кубинской столицы «Три тоскливых тигра» (1964, финалист международной премии «Форментор», испанская премия Библиотеки Бреве, полностью опубликован в 1968 году в Испании, действие относится к 1958 году; на Кубе был признан контрреволюционным произведением, автор исключен из Союза писателей), «Гавана на погребении Инфанте» (1974), сатирических новелл, политических эссе, статей и заметок о кино. Перевёл книгу рассказов Дж. Джойса «Дублинцы» (1972).
Написал сценарий по роману Мальколма Лаури «Под вулканом» (не экранизирован). По его сценарию «Точка схода» сняты фильмы Р. Сарафьяна (1971) и Ч. Р. Карнера (1997), сценарий «Потерянный город» поставлен в 2005 году Энди Гарсиа, другом Кабрера Инфанте. Написал также сценарий и озвучил документальный фильм о Шэрон Стоун (1998).

## Признание
Лауреат высшей испанской литературной награды — премии Сервантеса (1997). Почётный доктор Международного университета во Флориде (2000).
Имя писателя носит библиотека Института Сервантеса в Варшаве.

## Произведения
- Así en la paz como en la guerra/ В мирное время как на войне (1960, новеллы 1949—1960 годов).
- Vista del amanecer en el trópico/ Картина рассвета в тропиках (1964, роман, премия авторитетного испанского издательства «Сеш Барраль»).
- Tres tristes tigres/ Три тоскливых тигра (1968, роман; французская премия за лучшую иностранную книгу, 1970).
- Un oficio del siglo XX/ Служа двадцатому веку (1973, статьи о кино 1954—1960 годов).
- Arcadia todas las noches/ Ежевечерний рай (1976, заметки о кино).
- La Habana para un Infante difunto / Гавана на погребении Инфанте (1979, роман; в названии пародийная отсылка к сочинению Мориса Равеля «Павана на смерть инфанты» — «Pavane pour une infante défunte»).
- Mea Cuba/ Мэа Куба (1991, политические статьи и репортажи).
- Delito por bailar el chachachá/ Плясать ча-ча-ча воспрещается (1995, новеллы).
- Ella cantaba boleros/ Она исполняла болеро (1996, новеллы).
- Cine o sardina/ Кино или сардина (1997, статьи и рецензии).
- Vidas para leerlas/ Непрочитанные жизни (1998, портреты кубинских писателей, запрещенных и загубленных режимом Фиделя Кастро).
- El libro de las ciudades/ Книга о городах (1999, эссе).
- Todo está hecho con espejos/ Повсюду одни отражения (1999, новеллы)
- La ninfa inconstante/ Неуловимая нимфа (2008, роман)
- Cuerpos divinos/ Боги во плоти (2010, воспоминания)

## Сводные издания
- El cronista de cine. Barcelona: Galaxia Gutenberg; Círculo de lectores, 2012. 1536 p. (Obras completas. Escritos cinematográficos)

## Публикации на русском языке
- Страсть и поэзия Архивная копия от 13 июля 2021 на Wayback Machine // Иностранная литература. — 2003. — № 10. — С. 263—266 (о Мануэле Пуиге
- Три грустных тигра [отрывки из романа] // Иностранная литература. — 2010. — № 12. — С. 10—59.
- Три грустных тигра / Пер. с исп. Дарьи Синицыной. СПб.: Издательство Ивана Лимбаха, 2014. —ISBN 978-5-89059-205-7